# Condado de Lębork
El condado de Lębork (en casubio: Lãbòrsczi kréz, en polaco: powiat lęborski) es una unidad de administración territorial y gobierno local (powiat) en la voivodía de Pomerania, al norte de Polonia, en la costa del Báltico. Nació el 1 de enero de 1999, como resultado de las reformas del gobierno local polaco aprobadas en 1998. Su sede administrativa y ciudad más grande es Lębork, situada a 61 kilómetros al oeste de la capital regional, Gdańsk. La única ciudad del condado es Łeba, a 29 km al noroeste de Lębork.
El condado tiene una superficie de 706,99 kilómetros cuadrados. En 2019, su población total era de 66 196 habitantes, de los cuales 35 333 vivían en Lębork, 3 644 en Łeba y 27 219 en el campo. 
El condado de Lębork limita al este con el condado de Wejherowo, al sureste con el condado de Kartuzy, al sur con el condado de Bytów y al oeste con el condado de Słupsk. También limita al norte con el mar Báltico.

## División administrativa
El condado está subdividido en cinco gminas (dos urbanas y tres rurales). Se enumeran en el siguiente cuadro, por orden decreciente de población. 
| Gmina                    | Tipo   | Área(km2) | Población(2019) | Asentamiento       |
| Lębork                   | urbana | 17.9      | 35,333          |                    |
| Gmina Nowa Wieś Lęborska | rural  | 270.4     | 13,593          | Nowa Wieś Lęborska |
| Gmina Cewice             | rural  | 187.9     | 7,570           | Cewice             |
| Gmina Wicko              | rural  | 216.1     | 6,056           | Wicko              |
| Łeba                     | urbana | 14.8      | 3,644           |                    |

## Transporte
Nacional:
   carretera nacional nº 6 frontera estatal - Kołbaskowo - Łęgowo (por Lębork)
Provincial:
   carretera provincial n. 212 Osowo Lęborskie - Kamionka (via Cewice)
   carretera provincial n. 213 Słupsk - Celbowo (vía Wicko)
   carretera provincial nº 214 Łeba - Warlubie (vía Wicko, Lębork)